# Santa María de Gestoso
Gestoso (llamada oficialmente Santa María do Alto de Xestoso) es una parroquia del municipio de Monfero, en la provincia de La Coruña, Galicia, España.

## Entidades de población
Entidades de población que forman parte de la parroquia (entre paréntesis el nombre oficial y en gallego si difiere del nombre en español):
- Armada (A Armada)
- Barral del Alto (O Barral do Alto)
- Caldoespiño (O Cal do Espiño)
- Caldovilar (O Cal do Vilar)
- Carballorredondo (Carballo Redondo)
- Casás (Os Casás)
- Caúlfe
- Coucenabeira (O Couce Nabeira)
- O Cruceiro
- Dureixas (As Dureixas)
- Escoitadoira (A Escoitadoira)
- Espadana (A Espadana)
- Ferro (O Ferro)
- Fontes (As Fontes)
- Gen (Oxén)
- Graña de la Iglesia (A Graña)
- Guilfonso
- Hermida (A Ermida)
- Iglesario (O Igrexario)
- Leiras (As Leiras)
- Leireta (A Leireta)
- Maceira (A Maceira)
- Malló (O Malló)
- Martices (Os Martices)
- Miraces (Os Miraces)
- Muros
- Pico da Meda (O Pico da Meda)
- Pie de Sierra (Pé da Serra)
- Portolago (O Portolago)
- Portopena (Portapena)
- Rebordochao
- Samartiños (Os Samartiños)
- Sixto (O Sisto)
- Os Tornos
- Torre (A Torre)
- O Toxal
- A Veiga
- Vidueiro (O Bidueiro)
- Vilachá
- Vilar (O Vilar)

## Despoblado
- Curra

## Demografía
| Gráfica de evolución demográfica de Gestoso entre 2000 y 2018 |
|                                                               |
| Población de derecho según el padrón municipal del INE        |